# ルドルフ2世の勅書

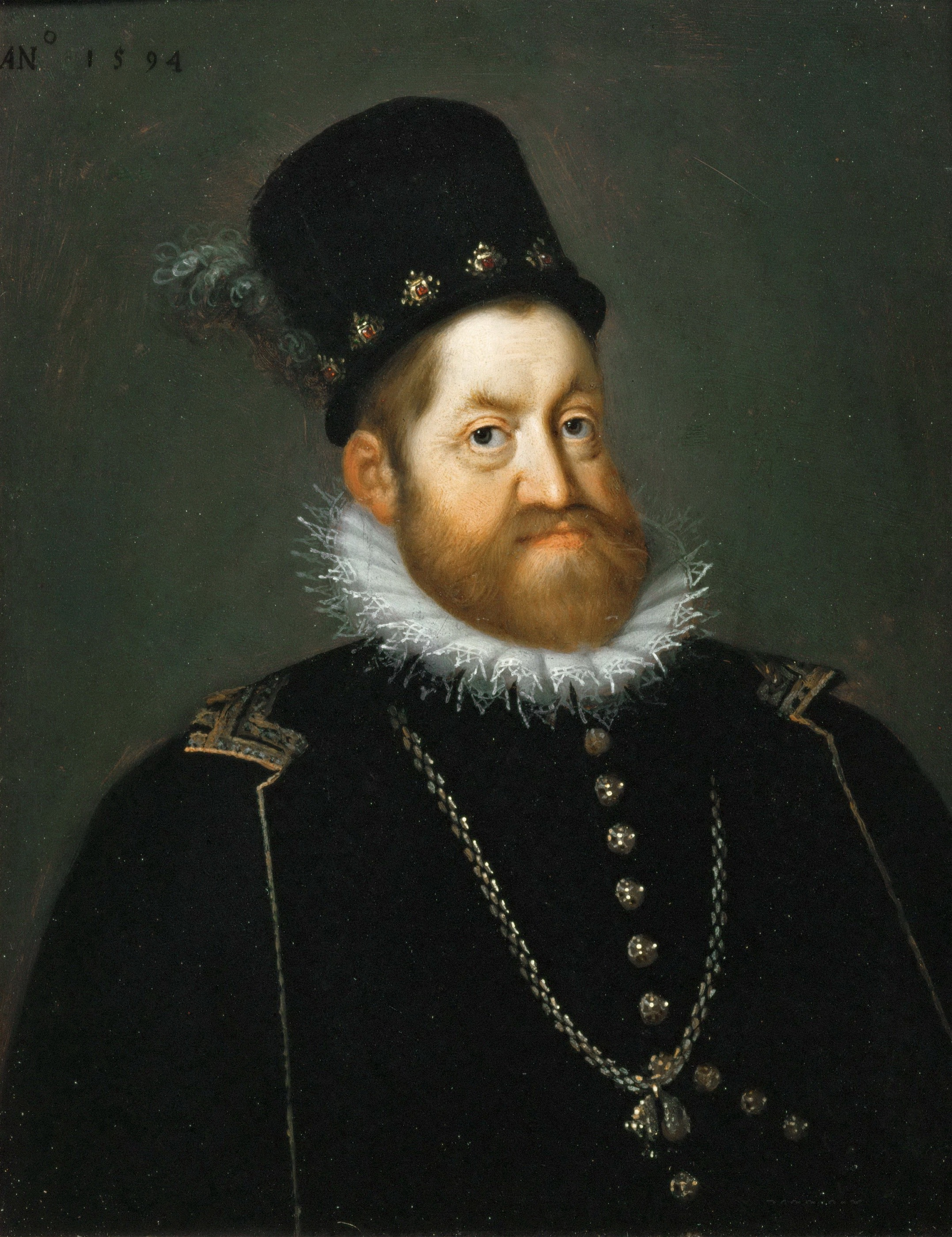
ルドルフ2世

ルドルフ2世の勅書あるいは1609年の陛下の勅書（ドイツ語:Majestätsbrief, チェコ語:Rudolfův majestát）は、神聖ローマ皇帝ルドルフ2世が署名した、ボヘミアの民衆にプロテスタント・カトリック双方の信仰を認めた勅書。シレジアに対しても同様の勅書が出された。
しかしルドルフ2世にとってはプロテスタントの勢いに押されて渋々署名したものであり、本意ではなかった。わずか2年後の1611年には、従弟のオーストリア大公レオポルト5世が7000人を率いてボヘミア侵略に乗り出すのを許可している。ボヘミア軍はレオポルド軍をプラハ近郊から追い出すのに成功し、ボヘミア貴族はプロテスタントに近いマティアスをボヘミア王につけた。